# Superfinal de la Liga Prom
La Promoción de ascenso a Primera División de Panamá, también conocida como Superfinal de ascenso a Primera División de Panamá, es el nombre que recibe la fase final del Campeonato Nacional de Liga de Segunda División de fútbol en Panamá. Se trata de un método utilizado desde la temporada 2010-11 con el cual se pretende mejorar las posibilidades de ascenso a clubes campeones de ambos torneos, incrementando con ello la espectacularidad del campeonato en sus etapas finales y los beneficios que se derivan de ello, tanto en lo deportivo como en lo económico y social.

## Instauración
En temporadas anteriores a la utilización de este formato, se realizaba un partido de Gran Final (Campeón Apertura y Campeón Clausura) y luego un partido de promoción a la máxima competición (en donde se enfrentaba el último equipo clasificado de la Primera División y el vencedor de la Gran Final). A partir de entonces, los dos campeones de la segunda categoría acceden directamente a la Superfinal y el vencedor accede directamente a la primera categoría (Desde la temporada 2021 si entre ellos se encuentra el filial de un equipo que ya esté militando en la primera categoría, podrá quedar campeón de la superfinal, más no podrá optar por el ascenso o si a algún contendiente se le ha privado de su derecho a participar a raíz de alguna sanción administrativa o que quedó campeón de ambos torneo accederá de manera directa).

## Método de competición
Los dos equipos campeones de los torneos Apertura y Clausura se disputan la plaza de ascenso. Al término de la primera fase de la temporada juegan un torneo por eliminatorias a partido único, que determina el ganador de la promoción, y por tanto el acreedor al ascenso a Primera División. El partido se disputa en su tiempo reglamentario (90 minutos), si al término del mismo los equipos estuviesen igualados en cuanto a goles, el mecanismo de desempate a aplicar en primer lugar sería Prórroga, de continuar igualados, el mecanismo de desempate a aplicar en segundo lugar sería Tiros desde el punto penal, hasta que se defina un vencedor o ganador.

## Ascensos por temporada
| Temp. | Campeón Apertura                                                                 | Resultado                                                                        | Campeón Clausura                                                                 | Campeón Ascenso                                                                  | DT Campeón        | Estadio          |
| ----- | -------------------------------------------------------------------------------- | -------------------------------------------------------------------------------- | -------------------------------------------------------------------------------- | -------------------------------------------------------------------------------- | ----------------- | ---------------- |
| 2021  | Alianza FC II                                                                    | 4 - 1                                                                            | SD Panamá Oeste                                                                  | Alianza FC II                                                                    | José Soriano      | Rommel Fernández |
| 2022  | Umecit FC campeón de los torneos Apertura y Clausura, ascendió de forma directa. | Umecit FC campeón de los torneos Apertura y Clausura, ascendió de forma directa. | Umecit FC campeón de los torneos Apertura y Clausura, ascendió de forma directa. | Umecit FC campeón de los torneos Apertura y Clausura, ascendió de forma directa. | Freddy Romero     | -                |
| 2023  | Veraguas United FC                                                               | 0-1                                                                              | Águilas de la U                                                                  | Águilas de la U                                                                  | David Acosta      | Los Andes N°2    |
| 2024  | Sporting SM II                                                                   | 2-1                                                                              | CD Plaza Amador II                                                               | Sporting SM II                                                                   | Bandera de Panamá | COS Sports Plaza |

## Equipos según su debut en la promoción
| Año  | Equipos según su debut en la promoción |
| ---- | -------------------------------------- |
| 2021 | Alianza FC II, SD Panamá Oeste.        |
| 2022 | Umecit FC.                             |
| 2023 | Veraguas United FC, Águilas de la U.   |
| 2024 | Sporting SM II, CD Plaza Amador II     |
| 2025 | SD Atlético Nacional                   |

En negrita equipos que fueron campeones en el año de su debut.

## Palmarés
| Club               | Ganados | Subcampeón | Años de los playoffs |
| ------------------ | ------- | ---------- | -------------------- |
| Alianza FC II      | 1       | 0          | 2021                 |
| Umecit FC          | 1       | 0          | 2022                 |
| Águilas de la U    | 1       | 0          | 2023                 |
| SD Panamá Oeste    | 0       | 1          | 2021                 |
| Veraguas United FC | 0       | 1          | 2023                 |